# Hiram Abiff
Hiram Abiff – centralna postać legendy wolnomularskiej, opowiadającej o mistrzu murarskim budującym biblijną świątynię króla Salomona. Legenda odtwarzana jest podczas masońskiego obrzędu trzeciego stopnia.

## Legenda
Zasugerowano, aby zintegrować tę sekcję z artykułem Legenda o Mistrzu Hiramie (dyskusja). Nie opisano powodu propozycji integracji.
Według legendy, Hiram Abiff pochodził z Tyru, był synem wdowy oraz głównym architektem Króla Tyru Hirama I, który oddelegował go na głównego architekta świątyni Salomona.
Hiram Abiff jako jedyny na świecie człowiek znał najistotniejszy sekret mistrza masońskiego „Grand Masonic Word” (Wielkie Kamieniarskie Słowo), którym jest imię Boga. Według nauk okultystów, poznanie imienia ducha jest kluczem do władzy nad nim, a więc Hiram Abiff dzierżył potężną moc. Obiecał on, że po zakończeniu budowy świątyni zdradzi sekret wszystkim robotnikom, aby i oni mogli stać się mistrzami oraz pobierać odpowiednią dla mistrza zapłatę.
Pewnego dnia, około godziny dwunastej, jak zwykle poszedł do „secrets of a Master Mason”, aby pracować nad projektem prac na najbliższe dni. Gdy Hiram Abiff skończył prace i wyszedł, podszedł do niego jeden z robotników (Jubela) i zażądał wyjawienia sekretu, nie czekając na zakończenie budowy. Gdy Hiram Abiff odmówił mu, potraktował go grubiańsko, ale uciekł. Podobnie było przy wizycie drugiego robotnika (Jubelo). Podobną odpowiedź dostał trzeci robotnik Jubelum, nie dostawszy czego chciał, zabił Hirama Abiffa uderzając go młotkiem w czoło. Początkowo ciało ukryto w śmieciach świątynnych, później przeniesiono ciało na szczyt góry i tam pochowano, grób oznaczono gałęzią akacji. Trzech łotrzyków po nieudanej próbie ucieczki statkiem z kraju, schroniło się w górach.
Gdy zauważono zniknięcie głównego architekta, powiadomiono o tym fakcie króla Salomona. Poszukiwania nie przyniosły rezultatu, wtenczas dwunastu robotników opowiedziało królowi Salomonowi, że razem z trzema innymi próbowali wymusić na architekcie wyjawienie sekretu, ale zrezygnowali, a tamci trzej zabili wielkiego Mistrza Hirama. Król rozesłał ich na poszukiwania, po trzech w każdą stronę świata. Po przesłuchaniu właściciela statku, którym łotrzyki chcieli opuścić kraj, trzej poszukujący udali się w kierunku grobu zaznaczonego gałęzią akacji. Po odnalezieniu ciała, robotnicy powiadomili o tym króla.
Ten kazał zidentyfikować ciało oraz ożywić za pomocą „grip of an Entered Apprentice” (uścisku Ucznia). Tak uczynili, lecz nie udało się ożywić zmarłego, gdyż już mięso oddzielało się od kości. Robotnicy powiadomili o tym króla Salomona, a ten kazał ożywić ciało za pomocą „grip of a Fellowcraft” (uścisku czeladnika). Również ta metoda nie poskutkowała, gdyż skóra pękała i ześlizgiwała się z ciała. Wtenczas król Salomon udał się osobiście do ciała Hirama Abiffa, aby ożywić jego ciało za pomocą uścisku „grip of a Master Mason” (uścisku Mistrza Kamieniarskiego) o nazwie „Strong Grip of a Lions Paw” (Silny uścisk łapy lwa). Hiram Abiff nie tylko powstał z grobu, ale również powrócił do życia. Pierwsze słowo, które wypowiedział, zostało uznane za odpowiednik utraconego Wielkiego Słowa Kamieniarskiego, które zostało utracone wraz ze śmiercią Hirama. Słowo to przekazywane jest masońskim mistrzom.

## Hiram Abiff a Biblia
Postać Hirama Abiffa nie występuje w Biblii, być może postać Hirama została zaczerpnięta ze Starego Testamentu. Pismo św. wspomina o dwóch mężczyznach noszących imię Hiram, jeden to król Tyru, a drugi nazywany „synem wdowy z pokolenia Naftalego”, który nie był architektem, a pracował w mosiądzu przy odlewaniu kolumn, podstaw z kadzidłami i kotłów. Wykonał całą zleconą pracę i prawdopodobnie wrócił do domu.